# Port lotniczy Montego Bay
Port lotniczy Montego Bay (IATA: MBJ, ICAO: MKJS) – międzynarodowy port lotniczy położony w Montego Bay. Jest największym portem lotniczym na Jamajce i jednym z największych na Karaibach. Lotnisko jest w stanie obsługiwać dziewięć milionów pasażerów rocznie. Jego nazwa pochodzi od byłego premiera Jamajki.

## Linie lotnicze i połączenia
W listopadzie 2024 port lotniczy obsługiwany był przez 22 linie lotnicze, które oferowały bezpośrednie połączenia do 49 portów lotniczych w 14 krajach Ameryki Północnej, Ameryki Południowej i Europy:
| Linia lotnicza         | Kierunek |
| ---------------------- | --- |
| Aerogaviota            | 1. Hawana 2. Holguín                                                                                                  |
| Air Canada Rouge       | 1. Toronto-Pearson Sezonowo: 1. Montréal-Trudeau                                                                      |
| Air Transat            | 1. Montréal-Trudeau 2. Toronto-Pearson Sezonowo: 1. Halifax                                                           |
| American Airlines      | 1. Charlotte 2. Chicago-O'Hare 3. Dallas-Fort Worth 4. Miami 5. Nowy Jork-JFK 6. Filadelfia Sezonowo: 1. Boston       |
| Avelo Airlines         | 1. Hartford (od 16 listopada 2024)                                                                                    |
| Bahamasair             | Sezonowo: 1. Nassau                                                                                                   |
| Cayman Airways         | Sezonowo: 1. Wielki Kajman                                                                                            |
| Condor                 | Sezonowo: 1. Düsseldorf 2. Frankfurt                                                                                  |
| Copa Airlines          | 1. Panama |
| Delta Air Lines        | 1. Atlanta 2. Nowy Jork-JFK Sezonowo: 1. Boston 2. Detroit 3. Minneapolis                                             |
| Edelweiss Air          | Sezonowo: 1. Zurych                                                                                                   |
| Frontier Airlines      | 1. Atlanta 2. Orlando Sezonowo: 1. Filadelfia 2. Saint Louis                                                          |
| InterCaribbean Airways | 1. Kingston-Norman Manley                                                                                             |
| International AirLink  | 1. Negril |
| JetBlue                | 1. Boston 2. Fort Lauderdale 3. Nowy Jork-JFK 4. Orlando                                                              |
| LATAM Peru             | 1. Lima (wznowione 1 grudnia 2024)                                                                                    |
| Neos                   | Sezonowo: 1. Mediolan-Malpensa 2. Werona                                                                              |
| Southwest Airlines     | 1. Baltimore 2. Chicago-Midway 3. Fort Lauderdale 4. Houston-Hobby 5. Orlando Sezonowo: 1. Kansas City 2. Saint Louis |
| Spirit Airlines        | 1. Fort Lauderdale 2. Orlando                                                                                         |
| Sun Country Airlines   | Sezonowo: 1. Milwaukee (od 25 stycznia 2025) 2. Minneapolis                                                           |
| Sunwing Airlines       | 1. Montréal-Trudeau 2. Toronto-Pearson Sezonowo: 1. Calgary 2. Edmonton 3. Halifax 4. Moncton 5. Ottawa 6. Saint John |
| TUI Airways            | 1. Birmingham 2. Londyn-Gatwick 3. Manchester Sezonowo: 1. Glasgow                                                    |
| TUI fly Belgium        | 1. Bruksela |
| TUI fly Netherlands    | 1. Amsterdam |
| United Airlines        | 1. Chicago-O’Hare 2. Denver 3. Houston-Intercontinental 4. Newark Sezonowo: 1. Waszyngton-Dulles                      |
| Virgin Atlantic        | 1. Londyn-Heathrow |
| WestJet                | 1. Toronto-Pearson Sezonowo: 1. Calgary 2. Winnipeg                                                                   |
| World2Fly              | Sezonowy czarter: 1. Lizbona (od 4 czerwca 2025)                                                                      |